# Teleogramma brichardi
Teleogramma brichardi és una espècie de peix de la família dels cíclids i de l'ordre dels perciformes.

## Morfologia
- Els mascles poden assolir 8,8 cm de longitud total.[4][5]

## Hàbitat
És una espècie de clima tropical entre 20 °C-23 °C de temperatura.

## Distribució geogràfica
Es troba a Àfrica: riu Congo.